# Herdenkingsmonument van Bilthoven
Het herdenkingsmonument van Bilthoven gedenkt alle slachtoffers van de Tweede Wereldoorlog. Het gedenkteken staat langs de oprijlaan naar het gemeentehuis Jagtlust aan de Soestdijkseweg in Bilthoven. Het wordt ook wel Verzetsmonument Bilthoven genoemd.

## Beschrijving
Het monument bestaat uit een zuil van Franse kalksteen met de tekst: "DEN VADERLANT GHETROUWE BLIJF ICK TOT INDEN DOOT". Op de voorzijde van de zuil staan de namen van elf gesneuvelde verzetsstrijders met de tekst "GEMEENTENAREN GEVALLEN IN EN DOOR HET VERZET". Daarboven is in reliëf het wapen van De Bilt te zien.
Beeldhouwer Jaap Kaas werd vooral bekend om zijn beelden van dieren. Hij zorgde ervoor, net als eerder bij zijn Egbert Snijder monument in Edam, dat de zuil werd bekroond door een leeuw. Hij gaf de leeuw in Bilthoven echter meer geabstraheerd weer. Het dier, van 1 meter 30 hoog, 1 meter 20 breed en 78 centimeter diep, symboliseert innerlijke kracht. Het linkerreliëf symboliseert de bezetting; een Nederlandse soldaat bezwijkt aan de overmacht van de bezetter, weergegeven in de vorm van een adelaar met hakenkruis. Het rechter reliëf toont een soldaat die de fakkel van een gesneuvelde verzetsman overneemt.

### Bredere betekenis
Vanaf de negentiger jaren van de twintigste eeuw heeft men het oorlogsmonument een bredere functie willen geven. Ook mensen die na de Tweede Wereldoorlog door oorlogsgeweld of onderdrukking om het leven zijn gekomen, worden herdacht. Zo werd in mei 1995 een plaquette geplaatst met de tekst VOOR VREDE, VRIJHEID EN RECHTVAARDIGHEID, 1995.
Op 15 augustus 2010 plaatste mgr. Bär, voormalig bisschop van Rotterdam, een plaquette ter nagedachtenis van de slachtoffers van de Tweede Wereldoorlog in Zuid-Oost Azië. Om de band met Nederlands-Indië extra te symboliseren werd er dat jaar onder het monument Javaanse aarde toegevoegd.